# Mario Ortiz Ruiz
Mario Ortiz Ruiz, né le 24 mars 1989 à Santander en Espagne, est un footballeur espagnol. Il évolue au Racing de Santander au poste de milieu relayeur.

## Biographie
Il joue son premier match en Primera Division avec le Racing de Santander le 17 janvier 2010, contre le Real Valladolid (score : 1-1).
Il dispute plus de 100 matchs en deuxième division espagnole.

## Palmarès
- Vainqueur du Groupe IV de Segunda División B en 2014 avec l'Albacete Balompié
- Vainqueur du Groupe I de Segunda División B en 2017 avec le Cultural Leonesa